# Gare de Bornel - Belle-Église
La gare de Bornel - Belle-Église est une gare ferroviaire française de la ligne d'Épinay - Villetaneuse au Tréport - Mers, située sur le territoire de la commune de Bornel, à proximité de Belle-Église, dans le département de l'Oise, en région Hauts-de-France.
C'est une gare de la Société nationale des chemins de fer français (SNCF), desservie par des trains TER Hauts-de-France.

## Situation ferroviaire
Établie à 49 mètres d'altitude, la gare de Bornel - Belle-Église est située au point kilométrique (PK) 45,157 de la ligne d'Épinay - Villetaneuse au Tréport - Mers, entre les gares de Chambly et d'Esches.

## Histoire

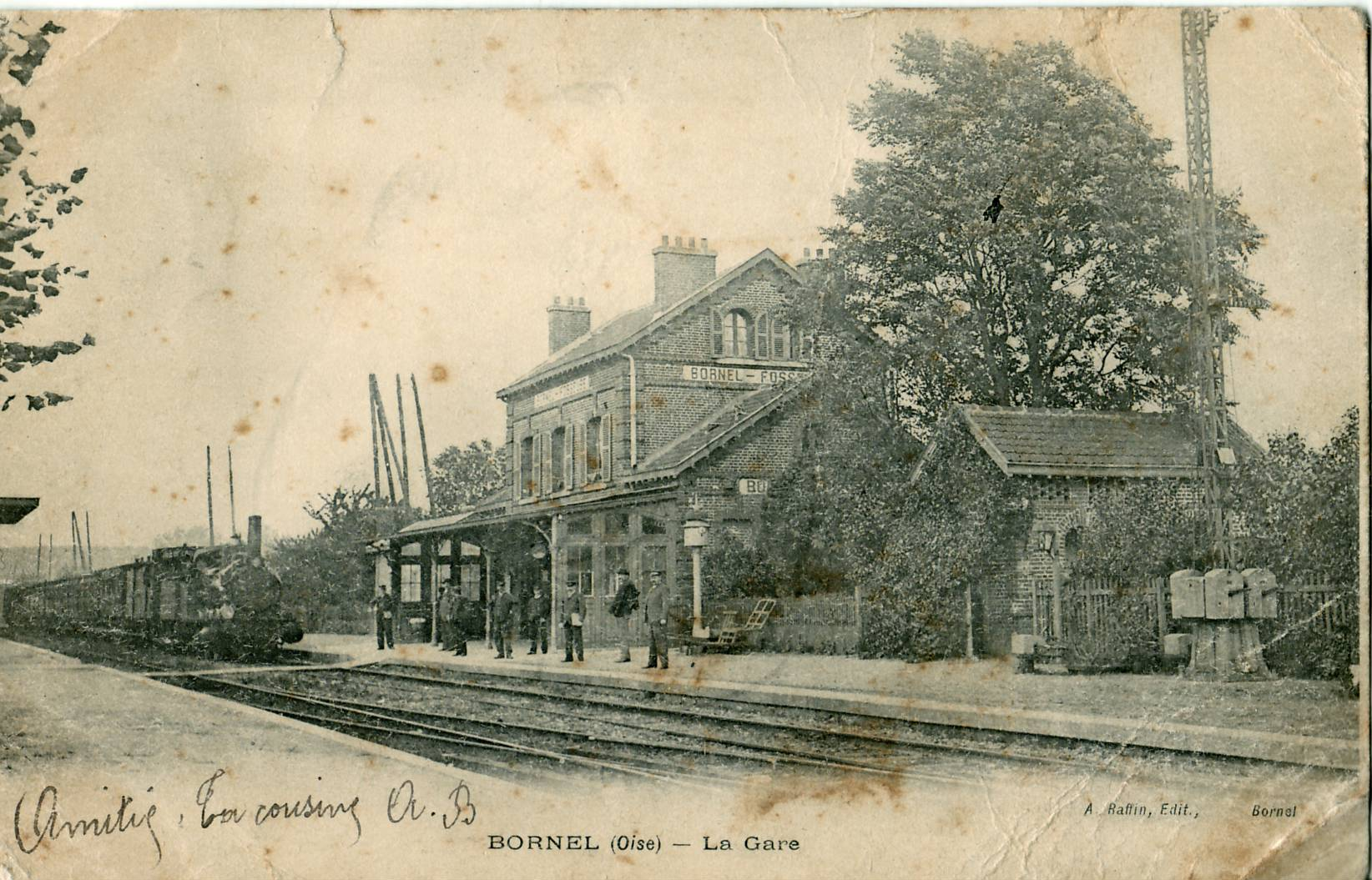
La gare avant la Première Guerre mondiale.
On distingue l'appareillage du sémaphore Lartigue, à droite du cliché.

En 2009, la fréquentation de la gare était de 1 198 voyageurs par jour.

## Fréquentation
Selon les estimations de la SNCF, la fréquentation annuelle de la gare s'élève aux nombres indiqués dans le tableau ci-dessous.
| Année                      | 2022    | 2021    | 2020    | 2019    | 2018    | 2017    | 2016    | 2015    |
| -------------------------- | ------- | ------- | ------- | ------- | ------- | ------- | ------- | ------- |
| Nombre de voyageurs        | 288 300 | 236 641 | 209 769 | 297 438 | 278 858 | 305 842 | 298 770 | 287 515 |
| Voyageurs et non voyageurs | 360 375 | 295 802 | 262 211 | 371 797 | 348 573 | 382 303 | 373 462 | 359 394 |

## Service des voyageurs

### Accueil
Gare SNCF, elle dispose d'un bâtiment voyageurs, avec guichet, ouvert tous les jours. 

### Desserte

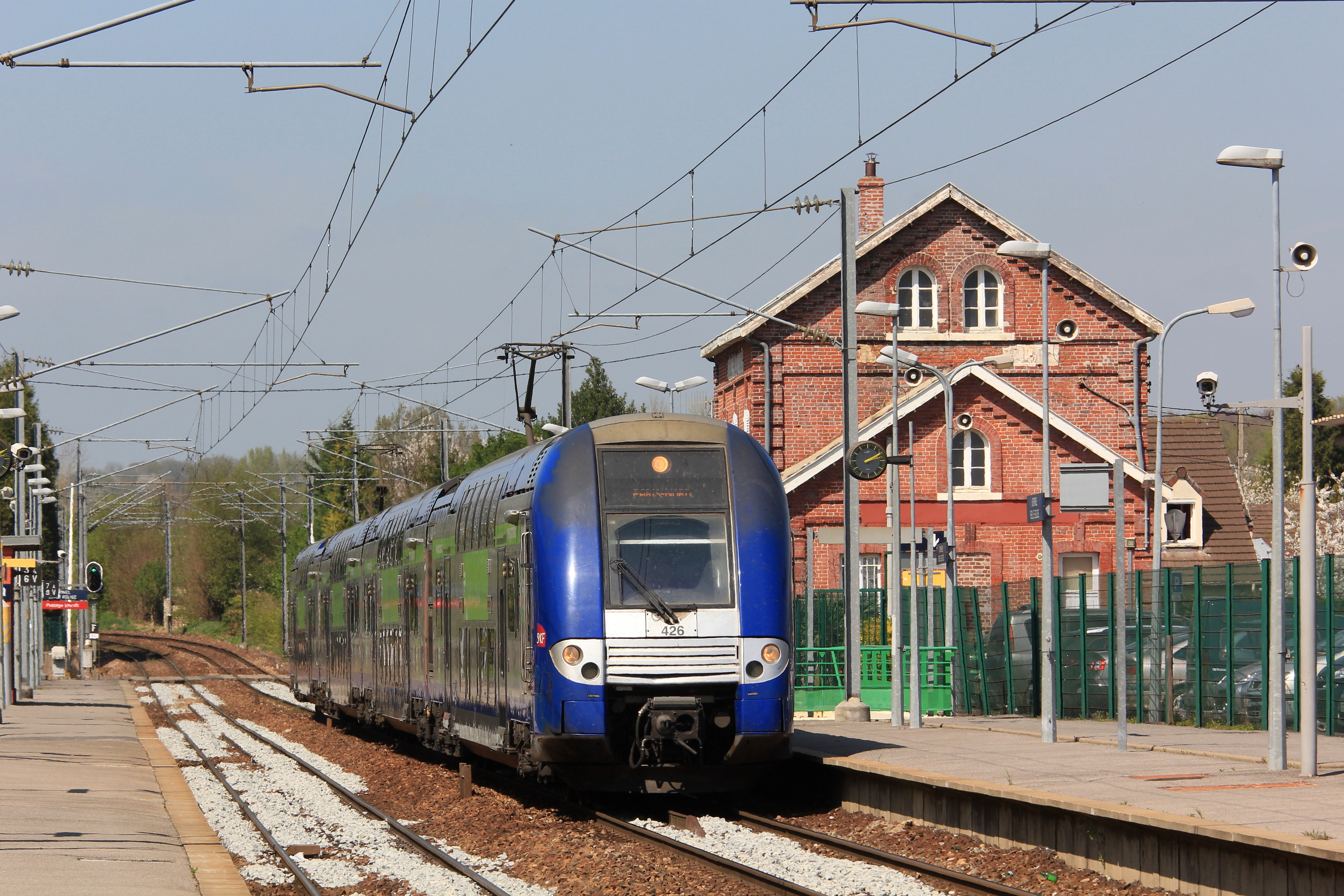
Un TER desservant la gare.

Bornel - Belle-Église est desservie par des trains TER Hauts-de-France qui effectuent des missions entre les gares de Paris-Nord et de Beauvais. 

### Intermodalité
Un parking pour les véhicules y est aménagé.

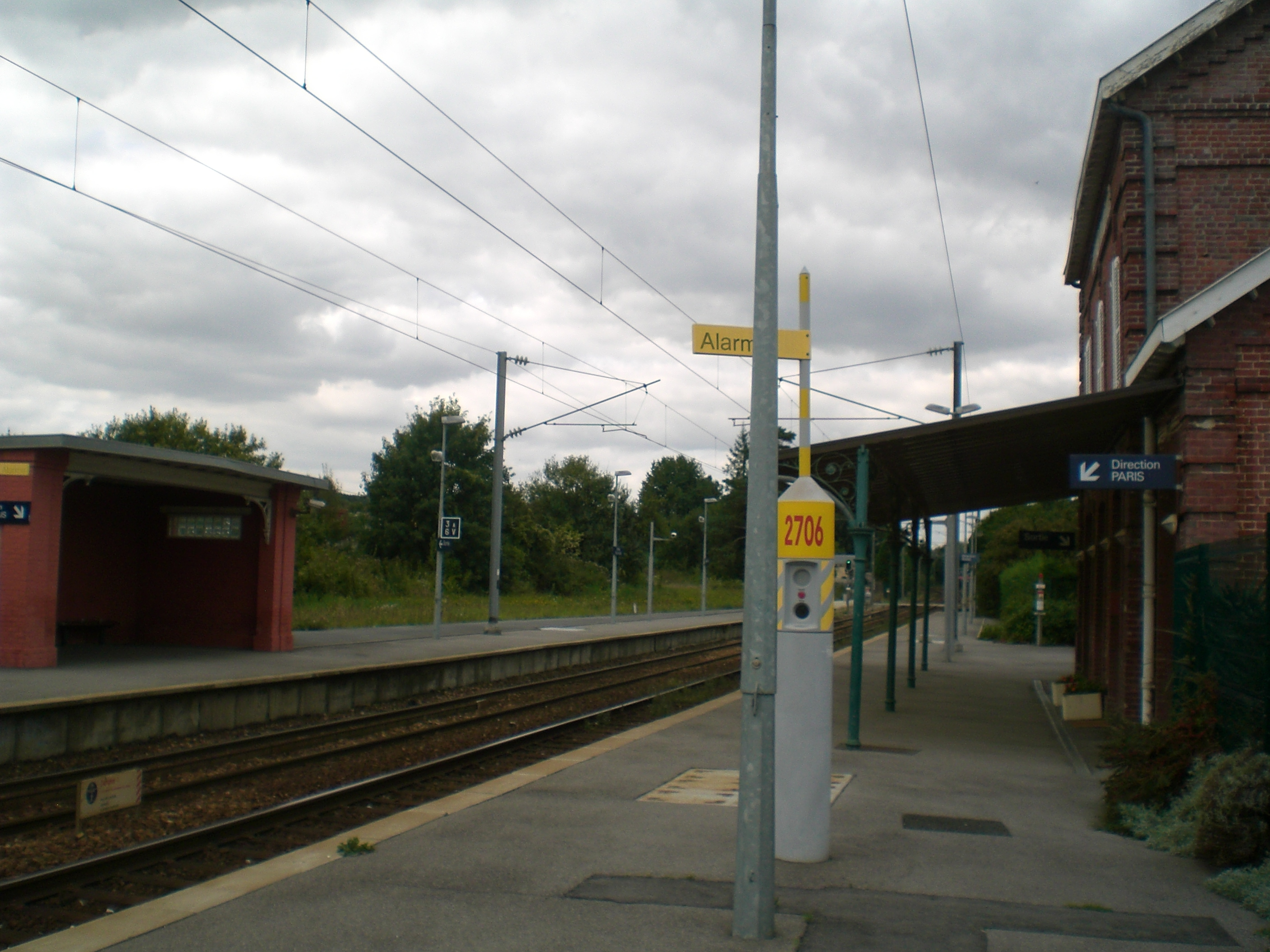
Intérieur de la gare, en 2008.